# Heiter bis tödlich: Nordisch herb
Heiter bis tödlich: Nordisch Herb ist eine deutsche Vorabend-Krimiserie, die im Vorabendprogramm des Ersten ausgestrahlt wurde. Sie spielt in Husum in Nordfriesland. Ab Anfang Juni 2011 wurden 16 Folgen der Serie gedreht und zwischen Oktober 2011 und Februar 2012 ausgestrahlt.

## Inhalt
Die junge Kommissarin Nora Neubauer muss sich mit ihrem konservativen Kollegen Jon Peterson und den traditionsbewussten Landbewohnern auseinandersetzen, als sie aus Berlin in die Provinz nach Husum in Nordfriesland versetzt wird, um dort bei der Kriminalpolizei zu arbeiten.
Neben Jon Peterson trifft sie bei der Polizei auf ihren Vorgesetzten Kriminalrat Hinrichs, den Kommissar-Anwärter Rayk Kilian und die Sekretärin Wibke Hooge. Ebenfalls trifft sie auf Claas Peterson, den Vater von Jon Peterson und gleichzeitig einer von zwei Bestattern der Stadt. Dieser freundet sich schnell mit Mimi an, der Tochter von Nora Neubauer.

## Rezeption
Die Rezeption der Serie ist unterschiedlich, die Meinungen vielfältig. So bewertet Quotenmeter am 22. November 2011 die Serie anhand der Folge 5 (Der Puppenspieler) eher positiv.
Die Frankfurter Allgemeine Zeitung schreibt eher kritisch, indem sie die Schauspielleistungen der Hauptdarsteller infolge der „schlechten Regie“ anprangert. Die Hauptdarstellerin Loretta Stern klinge, als „lese sie Texte vom Teleprompter ab“, Frank Vockroth drücke seine Nachdenklichkeit aus, „indem er die Augen zusammenkneift“.
Die Zuschauerzahlen der Auftaktfolge waren mit 1,94 Millionen schwach, die zweite war mit 1,68 Millionen noch enttäuschender, der Marktanteil fiel von 7,8 auf 6,3 Prozent.

## Produktion
Nach dem Ende der ersten Staffel startete auf dem Sendeplatz am Dienstagabend die Serie Heiter bis tödlich: Morden im Norden. Ursprünglich sollten beide Serien im staffelweisen Wechsel auf dem Sendeplatz laufen, doch aufgrund der teilweise schwachen Quoten und schlechter Kritik gab die ARD am 26. Juni 2012 bekannt, dass Nordisch herb keine zweite Staffel erhält.

## Episodenliste
| Folge | Name der Folge                    | Erstausstrahlung  | Regie            | Drehbuch                            |
| ----- | --------------------------------- | ----------------- | ---------------- | ----------------------------------- |
| 1     | Der Schimmelreiter                | 25. Oktober 2011  | Holger Haase     | Carl-Christian Demke                |
| 2     | Wem die Stunde schlägt            | 1. November 2011  | Holger Haase     | Carl-Christian Demke                |
| 3     | Killerbienen über Husum           | 8. November 2011  | Holger Haase     | Michael Illner                      |
| 4     | Katzenjammer                      | 15. November 2011 | Holger Haase     | Uwe Wilhelm                         |
| 5     | Der Puppenspieler                 | 22. November 2011 | Philipp Osthus   | Carl-Christian Demke, Martin Maurer |
| 6     | Tidenhub oder Wasser bis zum Hals | 29. November 2011 | Philipp Osthus   | Michael Illner                      |
| 7     | Das Schlachtfest                  | 6. Dezember 2011  | Philipp Osthus   | Carl-Christian Demke                |
| 8     | Ruhe sanft                        | 13. Dezember 2011 | Philipp Osthus   | Carl-Christian Demke                |
| 9     | Frau über Bord                    | 20. Dezember 2011 | Oliver Dommenget | Katja Grübel, Clemens Murath        |
| 10    | Sündiges Husum                    | 27. Dezember 2011 | Oliver Dommenget | Michael Illner                      |
| 11    | Das Wunder von Husum              | 3. Januar 2012    | Oliver Dommenget | Uwe Wilhelm                         |
| 12    | Der Rest ist Schweigen            | 10. Januar 2012   | Oliver Dommenget | Carl-Christian Demke                |
| 13    | Alles nur aus Liebe               | 24. Januar 2012   | Frauke Thielecke | Anja Weber                          |
| 14    | Der Onkel aus Amerika             | 31. Januar 2012   | Frauke Thielecke | Carl-Christian Demke                |
| 15    | Superman’s Finger                 | 7. Februar 2012   | Torsten Wacker   | Abraham Katz                        |
| 16    | Der schöne Theo                   | 14. Februar 2012  | Torsten Wacker   | Carl-Christian Demke                |